# الموسوي
الموسوي أو الموسويَّة الحسينيون هي عائلة من السادة الأشراف ينتهي نسبها إلى النبي محمد عن طريق حفيده موسى الكاظم (الإمام السابع عند الشيعة) من ابنته فاطمة الزهراء. وفي بعض البلدان يطلق على أفراد هذه القبيلة لقب سيد. حاليا يسكن أغلبها في العراق وإيران والعالم العربي عامة.

## أعلام
- الشريف الرضي - كاتب كتاب نهج البلاغة الذي يجمع خطب الإمام علي بن أبي طالب.
- الشريف المرتضى - رجل دين شيعي.
- روح الله الخميني - عالم وقائد ديني ومشعل الثورة الإسلامية في إيران.
- أبو القاسم الخوئي - مرجع ديني شيعي.
- محمد الصدر - مرجع دين شيعي.
- محمد صادق الصدر - عالم دين شيعي.
- محمد باقر الصدر - فيلسوف و مرجع ديني شيعي.[2]
- إسماعيل الصدر - مرجع ديني شيعي.
- مقتدى الصدر -  عالم وزعيم ديني شيعي و سياسي.[3]
- مير حسين موسوي - مرشّح سابق للرئاسة الإيرانية.
- حسين الموسوي - لاعب كرة قدم كويتي.
- موسى الموسوي - كاتب إسلامي إيراني.
- نعمة الله الجزائري - رجل دين شيعي.[4][5]
- أبو الحسن الموسوي الأصفهاني.
- عباس الموسوي - عالم مسلم وفقيه حجازي.
- محمد باقر الموسوي - مرجع ديني شيعي.
- مظفر النواب - شاعر عراقي.
- علي الموسوي - مرجع ديني شيعي.
- حسن الموسوي - لاعب كرة قدم بحريني.
- حسن الموسوي البجنوردي - رجل دين شيعي إيراني.
- حسن الموسوي البغدادي - شاعر وكاتب عراقي.
- هاشم الموسوي - سياسي عراقي.

## عائلات متفرعة
- الرضوي
- الصدر
- المهري
- الخميني
- الخوئي